# Ambassade de France en Hongrie
L'ambassade de France en Hongrie est la représentation diplomatique de la République française auprès de la république de Hongrie. Elle est située à Budapest, la capitale du pays, et son ambassadeur est, depuis 2024, Jonathan Lacôte.

## Ambassade

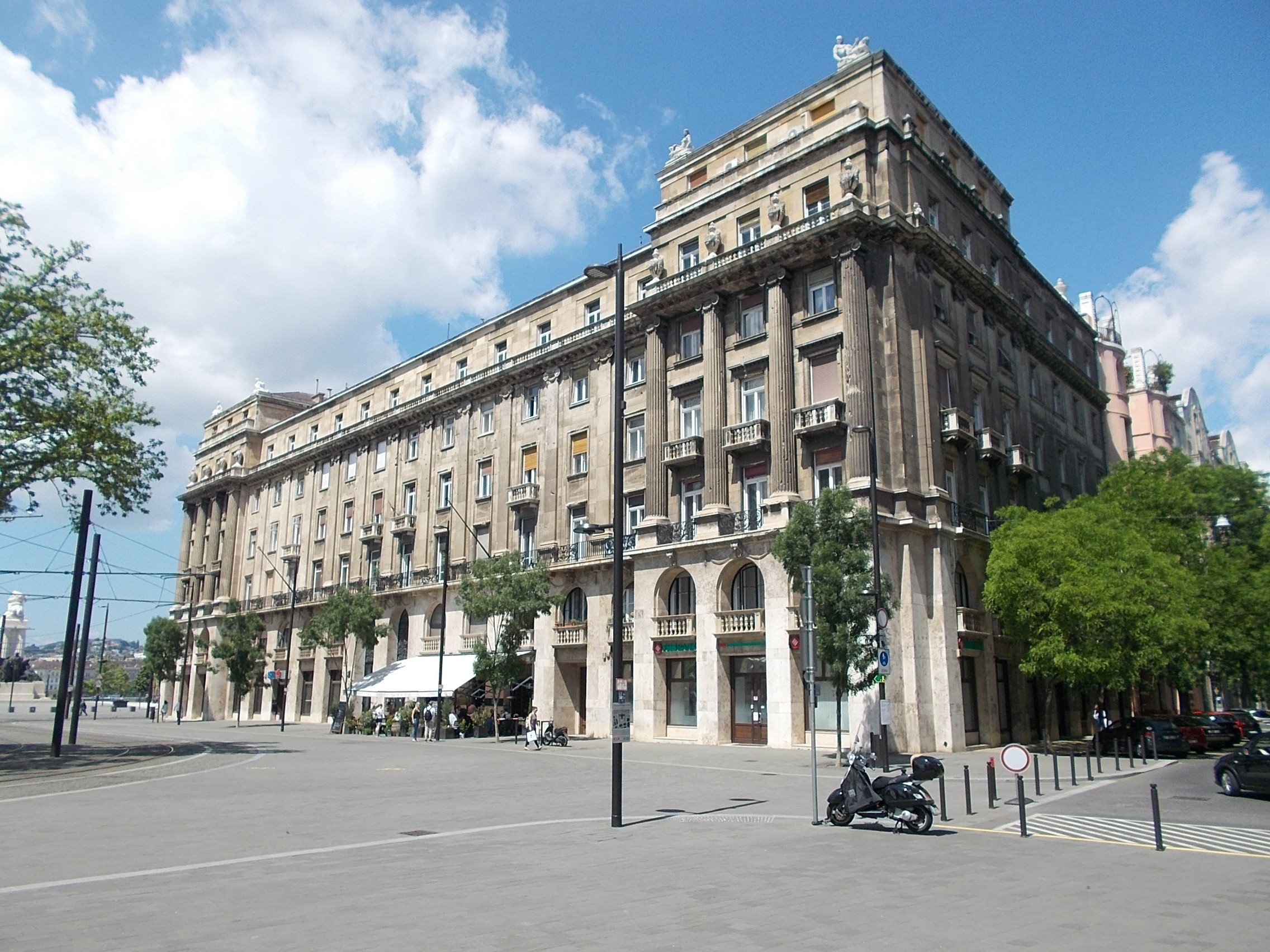
L'ambassade de France.

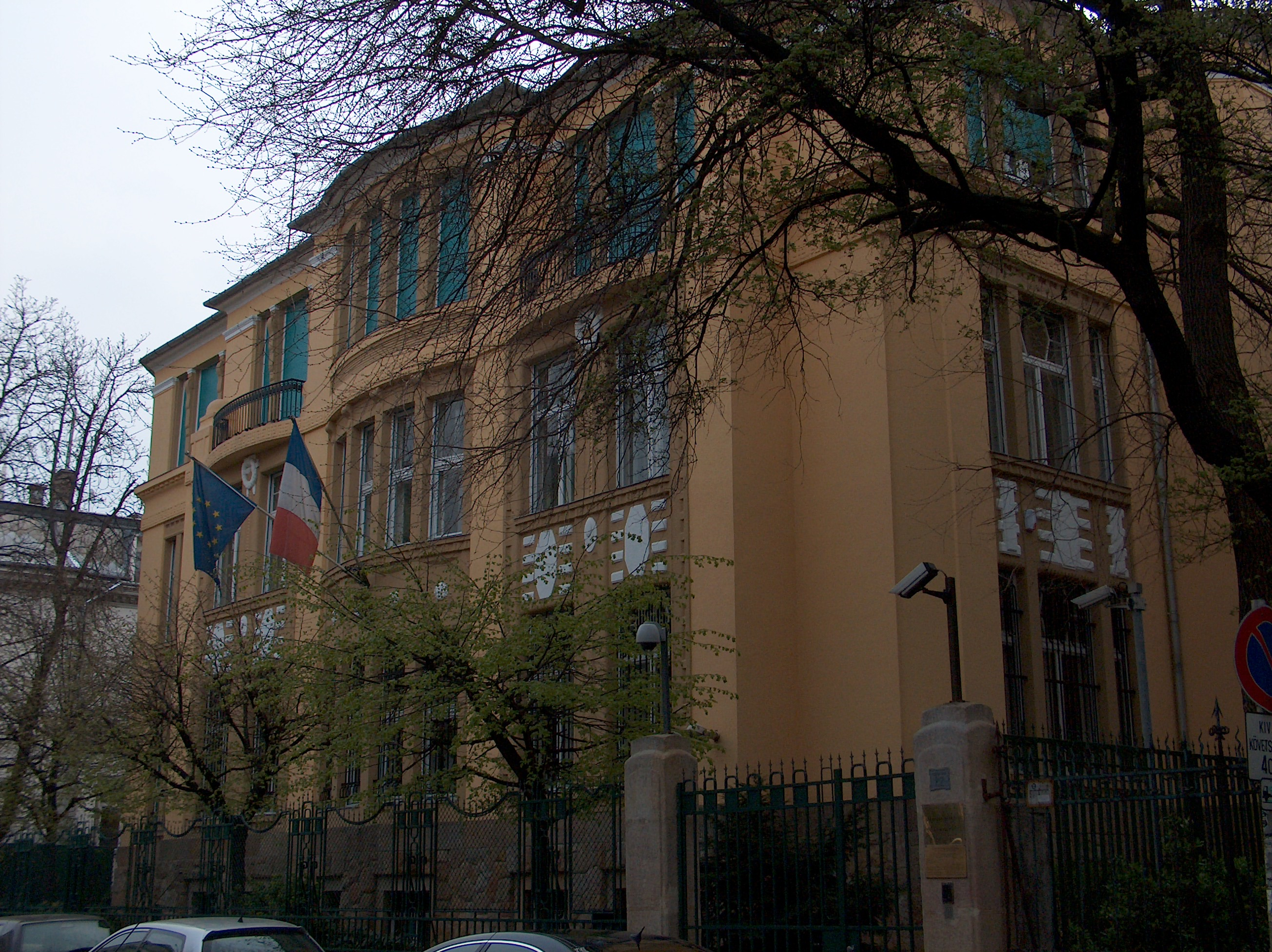
L'ambassade de France, près de la place des héros, avant qu'elle ne soit déplacée en 2019.

L'ambassade est située sur la place Kossuth, à Budapest, tout près du Parlement hongrois. Jusqu'en 2019, elle se trouvait 27 Lendvay utca.
L'ancienne ambassade accueillait une section consulaire. Depuis le 14 novembre 2019, la section consulaire a été déplacée dans les mêmes locaux que ceux de l'Institut français de Budapest.

## Histoire
La légation de France était autrefois située dans un bâtiment sur les quais du Danube, 17 rue Fő (devenu l'actuel emplacement de l'Institut français de Budapest). Mais le bâtiment fut détruit durant les bombardements de l'hiver 1944-1945. En contrepartie de cette perte, le gouvernement hongrois fit don de deux bâtiments qui sont devenus l'ambassade et la Résidence de France. Par manque de place, certains services ont été déplacés en 2005 dans des locaux proches du Parlement hongrois, place Kossuth.

## Ambassadeurs de France en Hongrie
| De          | À           | Ambassadeur                          |
| ----------- | ----------- | ------------------------------------ |
| 1364        | 1365        | Pierre Aymé, évêque d'Auxerre        |
| XVIe siècle | XVIe siècle | Valérien de Saints (de Senlis)       |
| XVIe siècle | XVIe siècle | Macé (Matthieu) Toustain             |
| 1502        | 1502        | François de Tournemine de La Guerche |
| XVIe siècle | XVIe siècle | Louis Hélie                          |
| 1528        | 1528        | Antoine de Rincon                    |
| 1918        | 1919        | Jean Doulcet                         |
| 1920        | 1921        | Maurice Fouchet                      |
| 1921        | 1923        | Jean Doulcet                         |
| 1927        | 1934        | Louis de Vienne                      |
| 1934        | 1938        | Gaston Maugras                       |
| 1938        | 1940        | Pierre Guerlet                       |
| 1940        | 1942        | Robert de Dampierre (de)             |
| 1943        | 1944        | Jules Brévié                         |
| 1945        | 1945        | Paul Giraud                          |
| 1945        | 1946        | Robert Faure                         |
| 1946        | 1950        | Henri Gauquié                        |
| 1950        | 1956        | Jean Delalande                       |
| 1956        | 1962        | Jean Paul-Boncour                    |
| 1962        | 1965        | Pierre Francfort                     |
| 1965        | 1971        | Raymond Gastambide                   |
| 1971        | 1974        | Gérard Amanrich                      |
| 1974        | 1980        | Raymond Bressier                     |
| 1980        | 1983        | Jacques Lecompt                      |
| 1983        | 1986        | Hubert Dubois                        |
| 1986        | 1989        | Christiane Malitchenko               |
| 1989        | 1993        | Pierre Brochand                      |
| 1993        | 1997        | François Nicoullaud                  |
| 1997        | 2001        | Paul Poudade                         |
| 2001        | 2004        | Dominique de Combles de Nayves       |
| 2004        | 2007        | Philippe Zeller                      |
| 2007        | 2012        | René Roudaut                         |
| 2012        | 2015        | Roland Galharague                    |
| 2015        | 2018        | Éric Fournier                        |
| 2018        | 2022        | Pascale Andréani                     |
| 2022        | 2024        | Claire Legras                        |
| 2024        | auj.        | Jonathan Lacôte                      |

## Consulats
Outre la section consulaire de l'ambassade à Budapest, il existe deux consuls honoraires basés à :
- Pécs
- Szeged

### Communauté française
Le nombre de Français établis en Hongrie est estimé à environ 4 500, principalement installés à Budapest et dans sa banlieue pour une durée moyenne de trois à quatre années. Au 31 décembre 2016, 2 564 Français sont inscrits sur les registres consulaires en Hongrie.
| 2001  | 2002  | 2003  | 2004  |
| ----- | ----- | ----- | ----- |
| 1 565 | 1 614 | 1 679 | 1 780 |

| 2005  | 2006  | 2007  | 2008  |
| ----- | ----- | ----- | ----- |
| 1 924 | 2 336 | 2 201 | 2 133 |

| 2009  | 2010  | 2011  | 2012  |
| ----- | ----- | ----- | ----- |
| 2 295 | 2 338 | 2 413 | 2 396 |

| 2013  | 2014  | 2015  | 2016  |
| ----- | ----- | ----- | ----- |
| 2 402 | 2 423 | 2 489 | 2 564 |

| 2017  | 2018  | 2019  | 2020  |
| ----- | ----- | ----- | ----- |
| 2 644 | 2 646 | 2 556 | 2 418 |

| 2021  | - | - | - |
| ----- | - | - | - |
| 2 288 | - | - | - |

Le graphique qui aurait dû être présenté ici ne peut pas être affiché car il utilise l'ancienne extension Graph, désactivée pour des questions de sécurité. Des indications pour créer un nouveau graphique avec la nouvelle extension Chart sont disponibles ici.

### Circonscriptions électorales
Depuis la loi du 22 juillet 2013 réformant la représentation des Français établis hors de France avec la mise en place de conseils consulaires au sein des missions diplomatiques, les ressortissants français de la Hongrie élisent pour six ans trois conseillers consulaires. Ces derniers ont trois rôles : 
1. ils sont des élus de proximité pour les Français de l'étranger ;
2. ils appartiennent à l'une des quinze circonscriptions qui élisent en leur sein les membres de l'Assemblée des Français de l'étranger ;
3. ils intègrent le collège électoral qui élit les sénateurs représentant les Français établis hors de France.

Pour l'élection à l'Assemblée des Français de l'étranger, la Hongrie appartenait jusqu'en 2014 à la circonscription électorale de Vienne, comprenant aussi l'Albanie, l'Autriche, la Bosnie-Herzégovine, la Bulgarie, la Croatie, la Macédoine, le Monténégro, la Pologne, la Roumanie, la Serbie, la Slovaquie, la Slovénie et la République tchèque, et désignant trois sièges. La Hongrie appartient désormais à la circonscription électorale « Europe centrale et orientale » dont le chef-lieu est Varsovie et qui désigne trois de ses 19 conseillers consulaires pour siéger parmi les 90 membres de l'Assemblée des Français de l'étranger.
Pour l'élection des députés des Français de l’étranger, la Hongrie dépend de la 7e circonscription.

## Sources et références
1. 1 2  « L’Ambassade et la Section consulaire déménagent ! », sur La France en Hongrie (consulté le 17 novembre 2019)
2. ↑  Persee/Pierre Choque: Discours des cérémonies du mariage d'Anne de Foix, de la maison de France, avec Ladislas VI, roi de Bohême..., (1502), /Premier article/
3. ↑  Persee/Pierre Choque: Discours des cérémonies du mariage d'Anne de Foix, de la maison de France, avec Ladislas VI, roi de Bohême..., (1502), /Second article/
4. ↑  Chroniques de Jean d'Auton
5. 1 2  Haut-commissaire.
6. ↑  Louis de Vienne
7. ↑  Son ministère devenu sans objet, Jules Brévié quitte le secrétariat d'État aux Colonies le 25 mars 1943. Pétain le nomme ministre de France à Budapest de juillet 1943 Ministres de France à Budapest dans les années trente et quarante
8. ↑  Représentant les intérêts français
9. ↑  Chargé d'affaires a.i.
10. 1 2 3  Envoyé extraordinaire et Ministre plénipotentiaire
11. ↑  Envoyé extraordinaire et Ministre plénipotentiaire du 3 mars 1962 puis ambassadeur à compter du 18 décembre 1963
12. ↑  Qui fut viguier d'Andorre de 1970 à 1972
13. ↑  Décret du 10 septembre 2015, JORF no 211 du 12 septembre 2015, texte no 46, NOR MAEA1513951D.
14. ↑  Décret du 28 juin 2018, JORF no 0149 du 30 juin 2018, texte no 78, NOR EAEA1810299D.
15. ↑  Décret du 12 octobre 2022, JORF no 0238 du 13 octobre 2022, texte no 38, NOR EAEA2228370D.
16. ↑  « Décret du 24 juillet 2024 portant nomination d'un ambassadeur extraordinaire et plénipotentiaire de la République française en Hongrie - M. LACOTE (Jonathan) » (consulté le 9 janvier 2025)
17. ↑  Dossier Hongrie sur le site du ministère des Affaires étrangères.
18. ↑  Population française inscrite au registre mondial (auprès des postes consulaires) au 31/12/2016.
19. ↑  Loi no 2013-659 du 22 juillet 2013 relative à la représentation des Français établis hors de France sur Légifrance.
20. ↑  Décret no  2005-552 du 24 mai 2005.
21. ↑  Élections 2014 - découpage mondial par circonscription AFE, sur le site du ministère des Affaires étrangères.

- (fr) La place de la Hongrie dans la politique étrangère de la France entre 1944 et 1949 par Gergely Fejérdy
- (fr) La politique étrangère de la France envers l’Europe centrale et orientale de 1945 à 1956, le cas hongrois par D. Gusztáv Kecskés